# Herniaria austroamericana
Herniaria austroamericana là loài thực vật có hoa thuộc họ Cẩm chướng. Loài này được Chaudhri & Rutish. mô tả khoa học đầu tiên năm 1987.